# Tong Ling
Tong Ling (chinesisch 童玲, Pinyin Tóng Líng; * 13. Juli 1962 in Zigong) ist eine ehemalige chinesische Tischtennisspielerin. Sie gehörte in den 1980er Jahren zu den weltbesten Spielerinnen und gewann dreimal die Weltmeisterschaft.
Tong Ling war Abwehrspielerin und spielte im Shakehand-Stil. Sie wurde viermal für Weltmeisterschaften nominiert. Dabei wurde sie 1981 Weltmeister im Einzel und mit der chinesischen Mannschaft. Insider vermuten allerdings, dass der Endspielsieg über die Favoritin Cao Yanhua per Stallregie von der chinesischen Leitung angeordnet war. Den Mannschaftstitel verteidigte sie 1983 und 1985. 1981 holte sie noch Silber im Doppel mit Pu Qijuan und im Mixed mit Chen Xinhua. Auch 1983 erreichte sie im Mixed mit dem gleichen Partner das Endspiel. Bis 1986 gehörte sie zum chinesischen Nationalkader.
1988 kam Tong Ling nach Deutschland und schloss sich dem Bundesligaverein TSG Dülmen an. Mit dieser Mannschaft gewann sie 1990/91 den europäischen ETTU Cup. 1992 heiratete sie einen Chinesen und zog nach Australien.

## Turnierergebnisse
| Verband | Veranstaltung           | Jahr | Ort       | Land | Einzel        | Doppel        | Mixed      | Team |
| ------- | ----------------------- | ---- | --------- | ---- | ------------- | ------------- | ---------- | ---- |
| CHN     | Asienmeisterschaft ATTU | 1982 | Jakarta   | INA  | Silber        | Silber        | Gold       | 1    |
| CHN     | Asienmeisterschaft ATTU | 1980 | Calcutta  | IND  | Halbfinale    | Halbfinale    |            | 1    |
| CHN     | Asian Cup               | 1984 | New Delhi | IND  | 1             |               |            |      |
| CHN     | Asian Cup               | 1983 | Wuxi      | CHN  | 2             |               |            |      |
| CHN     | Asienspiele             | 1982 | New Delhi | IND  | Silber        | Silber        | Silber     | 1    |
| CHN     | Weltmeisterschaft       | 1985 | Göteborg  | SWE  | Viertelfinale | Halbfinale    | Halbfinale | 1    |
| CHN     | Weltmeisterschaft       | 1983 | Tokio     | JPN  | Viertelfinale | Halbfinale    | Silber     | 1    |
| CHN     | Weltmeisterschaft       | 1981 | Novi Sad  | YUG  | Gold          | Silber        | Silber     | 1    |
| CHN     | Weltmeisterschaft       | 1979 | Pyongyang | PRK  | Halbfinale    | Viertelfinale | letzte 16  |      |